# Frédéric de Reiffenberg

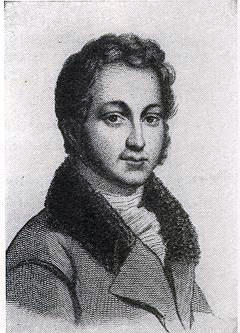
Frédéric de Reiffenberg

Frédéric de Reiffenberg  (* 14. November 1795 in Mons; † 18. April 1850 in Saint-Josse-ten-Noode/Sint-Joost-ten-Node) war ein belgischer Polygraf, Historiker, Bibliothekar, Romanist und Mediävist.

## Leben und Werk
Baron Frédéric de Reiffenberg war ab 1822 Professor für Philosophie an der Reichsuniversität Löwen, ab 1835 für Geschichte an der Universität Lüttich. 1837 ging er (nach einer Plagiatsaffäre) als Hauptkonservator an die Königliche Bibliothek Belgiens. Er war Mitglied der Königlichen Akademie der Wissenschaften und Schönen Künste von Belgien (1823) und mehrerer ausländischer Akademien und wissenschaftlichen Gesellschaften. Seit 1842 war er auswärtiges Mitglied der Bayerischen Akademie der Wissenschaften. 1844 wurde er zum korrespondierenden Mitglied der Göttinger Akademie der Wissenschaften gewählt.
Reiffenberg publizierte sechs Bände  Archives philologiques (1825–1830), den Annuaire de la Bibliothèque royale de Belgique, 12 Bde. (1840–1851), sowie das Bulletin du bibliophile belge (1845ff). Er gab den Bd. 9.1 (1844) der Bibliothek des Litterarischen Vereins in Stuttgart heraus.

## Weitere Werke (Auswahl)
- (Hrsg.) Chronique métrique de Chastelain et de Molinet, Brüssel 1836
- Mémoires héraldiques et historiques sur les familles nobles de Belgique, 4 Bde., Antwerpen 1838–39
- Notice sur François-Juste-Marie Raynouard, Brüssel 1839
- (Hrsg.) Le Chevalier au Cygne et Godefroid de Bouillon, poème historique publié pour la première fois avec des nouvelles recherches sur les Légendes qui ont rapport à la Belgique, un travail et des documents sur les croisades (achevé par A. Borgnet), Brüssel 1846–59
- (Hrsg.) Gilles de Chin. Poème de Gautier de Tournay, trouvère du XIVe siècle, publié pour la première fois, Brüssel 1847